# Strombina paenoblita
Strombina paenoblita is een slakkensoort uit de familie van de Columbellidae. De wetenschappelijke naam van de soort is voor het eerst geldig gepubliceerd in 1989 door Jung.